# Jackie Huggins
Jacqueline Gail Huggins (Ayr, Australia, 19 de agosto de 1956) es una autora, historiadora y académica australiana. Es también defensora de los derechos de los nativos australianos.

## Biografía
Huggins nació en Ayr, Queensland, el 19 de agosto de 1956, hija de Jack y Rita Huggins. Es parte de los pueblos Bidjara/Pitjara (Centro de Queensland) y Biri/Birri Gubba Juru (Norte de Queensland). Su familia se mudó a Inala en Brisbane durante su juventud y asistió a la secundaria estatal de Inala. Dejó la escuela a los 15 años para ayudar a su familia y trabajó como mecanógrafa en la Comisión Australiana de Radiodifusión en Toowong, Queensland, de 1972 a 1978. Posteriormente, se incorporó al Departamento de Asuntos Aborígenes de la Mancomunidad en Canberra. En 1980 regresó a Brisbane y fue oficial de campo en el Departamento de Asuntos Aborígenes.
Se matriculó en la Universidad de Queensland en 1985 y se graduó con una licenciatura (graduada con honores) en historia y antropología en 1987. Obtuvo un Diploma de Educación (Educación Aborigen) en 1988. Parte de su formación práctica incluyó ocho semanas de enseñanza en Ti Tree, al norte de Alice Springs. Completó una licenciatura con honores en historia/estudios de la mujer (1989) de la Universidad de Flinders en Adelaida, Australia del Sur.

## Carrera profesional
Huggins fue copresidenta de Reconciliation Australia (con Fred Chaney y Mark Leibler), presidenta del Consejo de Violencia Doméstica de Queensland, co-comisionada de Queensland para la Investigación Nacional sobre la Separación de los Niños Aborígenes e Isleños del Estrecho de Torres de sus Familias (1995 –1997) y miembro del Consejo para la Reconciliación Aborigen, el Consejo AIATSIS, del Comité Nacional NAIDOC (1979–1983), y de la Revisión de la Comisión de Aborígenes e Isleños del Estrecho de Torres (ATSIC) en 2003. También se ha desempeñado en muchas otras juntas y organizaciones.
Ha publicado una amplia gama de ensayos y estudios que tratan sobre la historia e identidad indígena. Es autora de Sistergirl (1998) y coautora, con su madre Rita, de la biografía Auntie Rita (1994).
Fue miembro del grupo de trabajo involucrado en la creación de la Red de escritores de las Primeras Naciones de Australia (FNAWN) en 2012, y a 2021 sigue siendo patrocinadora de la organización.
Fue subdirectora de la Unidad de Aborígenes e Isleños del Estrecho de Torres en la Universidad de Queensland hasta 2017, y luego copresidió el Congreso Nacional de los Primeros Pueblos de Australia con Rod Little hasta 2019.
En 2019, después de que el gobierno de Queensland anunciara su interés en seguir un camino hacia un proceso de tratado indígena, se establecieron el Grupo de Trabajo de Tratado y el Panel de Proceso de Tratado Eminente, con Huggins y Michael Lavarch copresidiendo el Panel Eminente. Su Informe Camino al Tratado se presentó en el Parlamento de Queensland en febrero de 2020. Huggins dijo que un proceso de decir la verdad, reconociendo la historia de Australia, es un "componente vital para seguir adelante". El 13 de agosto de 2020, el gobierno anunció que apoyaría la recomendación de avanzar en el camino hacia un tratado con las Primeras Naciones de Queensland.